# Courrier de fans

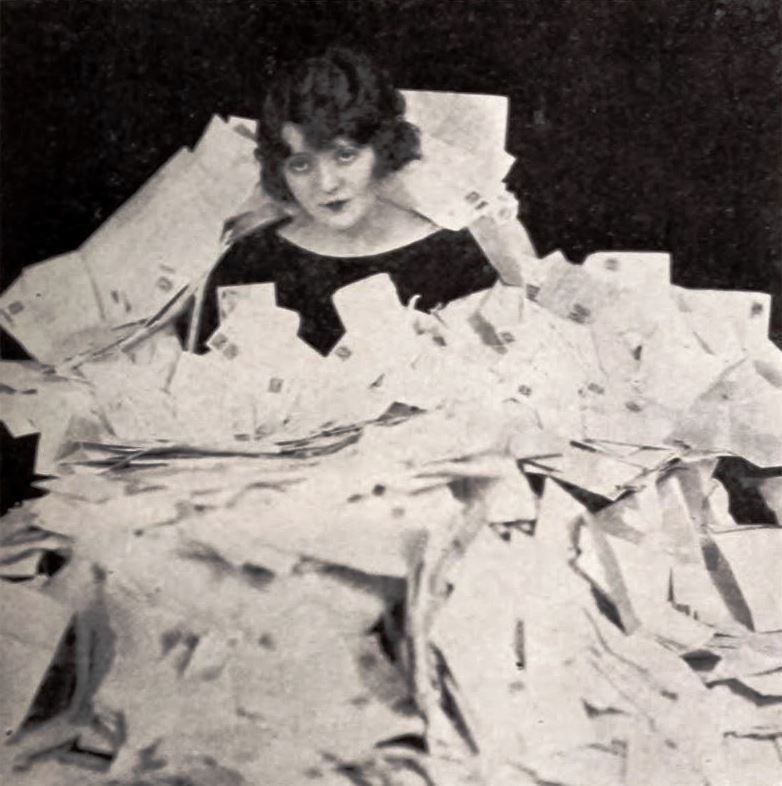
L'actrice Doris May avec du courrier de fans, 1922.

Le courrier de fans est un courrier envoyé à une personnalité publique, en particulier une célébrité, par ses admirateurs ou fans. En échange du soutien et de l'admiration d'un fan, les personnalités publiques peuvent envoyer une affiche dédicacée, une photo, une lettre de réponse ou une note remerciant leurs fans pour leurs encouragements, leurs cadeaux et leur soutien. Le courrier des fans envoyé aux personnalités publiques peut se faire par courrier postal, par courriel, par les médias sociaux et par d'autres plateformes qui permettent aux fans et aux utilisateurs de communiquer avec leurs personnalités publiques préférées.

## Aperçu
Le courrier de fans peut prendre la forme de lettres, de cartes, d'œuvres d'art, de cadeaux, de commentaires sur les comptes de médias sociaux, etc. Les personnes envoient souvent du courrier de fans à divers personnalités publics telles que des politiciens, des athlètes, des acteurs, des artistes, des écrivains, des chanteurs, des groupes, des entraîneurs d'équipes sportives, des blogueurs et des stars des médias sociaux. Les réponses peuvent mettre beaucoup de temps à arriver, voire ne jamais arriver. Étant donné qu'une grande célébrité ou une personnalité publique peut recevoir des milliers de courriers de fans chaque jour, il lui est généralement impossible d'y répondre ou de les lire tous et, par conséquent, son équipe de gestion est souvent chargée de prospecter le courrier entrant.

## Réponses
De nombreuses réponses à des courriers de fans ont commencé par des photos dédicacées, mais elles ont lentement évolué vers une communication par le biais des médias sociaux. De nombreuses célébrités et personnalités publiques, telles que Taylor Swift et J. K. Rowling, sont connues pour répondre à leurs fans, et parfois à leurs détracteurs, par le biais de Tumblr et de Twitter. À de nombreuses reprises, J. K. Rowling a interagi avec ses fans par le biais de son compte Twitter. Taylor Swift est également connue pour faire des pieds et des mains pour répondre à ses fans et admirateurs et même pour envoyer des paquets cadeaux, une forme de courrier de fans, à des fans sélectionnés dont elle a appris l'existence par le biais de leurs comptes sur les médias sociaux.